# 김효희
김효희(1991년 12월 3일 ~ )는 대한민국의 2013년 미스코리아 선(善)이다.

## 프로필
- 출생: 1991년 12월 3일
- 신체: 176cm, 52.3kg, 34-23-35
- 학력: 전남과학대학교 방송모델학과
- 수상: 2013년 미스코리아 선(善), 2013년 미스코리아 광주-전남 선(善)
- 경력: 2013년 메디뷰티엑스포 홍보대사, 2013년 파주개성인삼축제 홍보대사, 2013년 연인의 날 화훼행사 홍보대사, 2013년 초록우산 어린이재단 홍보대사
- 취미: 요리, 등산
- 특기: 요가, 워킹